# Český Chloumek
Český Chloumek (německy Böhmisch Kilmes) je malá vesnice, část obce Útvina v okrese Karlovy Vary v Karlovarském kraji. Nachází se asi 4,5 kilometru severně od Útviny. Český Chloumek je také název katastrálního území o rozloze 10,03 km².

## Název
Název obce je odvozen od nedalekého Chlumeckého kopce (787 metrů). Český Chloumek je rozlišením od Německého Chloumku, který je blízko Bochova.

## Historie
První písemná zmínka o vesnici pochází z roku 1419.

## Obyvatelstvo
Při sčítání lidu v roce 1921 ve vsi žilo 278 obyvatel (z toho 131 mužů) německé národnosti. S výjimkou jednoho evangelíka byli římskými katolíky. Podle sčítání lidu z roku 1930 měla vesnice 267 obyvatel německé národnosti a římskokatolického vyznání.
| Rok            | 1869 | 1880 | 1890 | 1900 | 1910 | 1921 | 1930 | 1950 | 1961 | 1970 | 1980 | 1991 | 2001 | 2011 | 2021 |
| -------------- | ---- | ---- | ---- | ---- | ---- | ---- | ---- | ---- | ---- | ---- | ---- | ---- | ---- | ---- | ---- |
| Počet obyvatel | 288  | 315  | 315  | 289  | 296  | 278  | 267  | 71   | 26   | 7    | 8    | 5    | 6    | 11   | 11   |
| Počet domů     | 42   | 44   | 46   | 47   | 48   | 48   | 47   | 31   | 8    | 2    | 3    | 3    | 4    | 7    | 8    |

## Obecní správa
Při sčítání lidu v letech 1869–1950 Český Chloumek byl samostatnou obcí, se kterým patřil nejprve do okresu Karlovy Vary, ale v letech 1900–1930 v okrese Teplá a v roce 1950 v okrese Toužim. V letech 1961–1980 byl častí města Krásné Údolí v okrese Karlovy Vary. Od 1. ledna 1981 je částí obce Útvina v okrese Karlovy Vary. Poté se Krásné Údolí opět osamostatnilo, ale Český Chloumek již zůstal součástí Útviny.

## Pamětihodnosti
- Památný strom Jabloň u Českého Chloumku